# Estrada de Ferro Sorocabana Futebol Clube
O Estrada de Ferro Sorocabana Futebol Clube, geralmente chamado Estrada, é um clube brasileiro de futebol da cidade de Sorocaba, interior do estado de São Paulo. Fundado em 25 de novembro de 1930 por ferroviários da Estrada de Ferro Sorocabana, suas cores são vermelha, preta e branca. Seu uniforme principal era composto de camisa branca com gola vermelha, calção preto. Teve 9 participações no Campeonato Paulista. Foi vice-campeão da Terceira Divisão (atual A3), em 1961. Atualmente, o clube encontra-se nos campeonatos amadores de Sorocaba.

## História
Uma das mais antigas equipes de Sorocaba, o Estrada foi fundado com o nome de São Paulo Futebol Clube, mudando para o nome atual em 21 de Janeiro de 1940, o  Estrada foi, ao lado do São Bento, o clube mais importante da cidade até o fim da década de 1960. Com a quebra do setor ferroviário no estado, a agremiação sofreu com a falta de recursos e acabou por ser desativada, sendo hoje apenas um time de futebol amador e uma academia de dança e ioga. 
Em 1993 o clube se fundiu ao Clube Atlético Barcelona e ao Clube Atlético Sorocaba, dando origem ao atual equipe de futebol do Clube Atlético Sorocaba.

## Títulos

### Futebol
Municipais
- Campeonato Amador de Sorocaba: 1942, 1943, 1952, 1954, 1965, 1966 e 1967

- Torneio Início: 1933, 1941, 1944, 1945, 1952 e 1954

### Futebol de Salão
- Cruzeirão: 1965

: Campeão invicto